# 福德坑山
福德坑山，又名鳶山，位於新北市三峽區西北部，濱臨大漢溪，海拔321公尺，有1103號三等三角點，為台灣小百岳之一。山頂附近展望尚佳，向北可眺望大棟山區及桃園台地邊緣，向南則可遠眺五寮尖、金面山稜線一帶。
福德坑山東北臨近標高291公尺之山峰亦名鳶山，其山頂東南側建有「鳶山公園」，新北市政府並將其登山路徑規劃成「鳶山登山步道」。兩者雖皆有鳶山之名，但實不相同。